# Parteienwunder
Als deutsches Parteienwunder wird die Integrationskraft der Parteien in den 1950er Jahren bezeichnet, die – nach der Parteienzersplitterung und den Weltanschauungsparteien in der Weimarer Republik – zu einem Konzentrationsprozess im deutschen Parteiensystem führte. Es gelang dabei drei großen Parteien, vor allem der CDU als neu gegründeter überkonfessioneller Volkspartei, viele kleine Parteien (GB/BHE, DP) zu absorbieren und auch Flüchtlinge und Vertriebene zu integrieren. Neben der Gründung der ersten wirklichen Volkspartei waren weitere Gründe für den Konzentrationsprozess das Wirtschaftswunder und die Einführung einer Sperrklausel.